# バラエティーニュース キミハ・ブレイク
『バラエティーニュース キミハ・ブレイク』（読みは kimi wa break）は、2008年10月14日から2009年9月15日までTBSで、毎週火曜19:55 - 21:48（JST）に放送されていた2時間のテレビ放送枠（単発特別番組枠）である。
ハイビジョン制作だが、字幕放送は番組開始時より行われなかった。

## 概要
1989年10月から1992年9月まで放送された単発特別番組枠『ギミア・ぶれいく』と、その後継として1992年10月から1996年3月に放送された「THEプレゼンター」のリメイク版にあたる。
火曜20時・21時台にまたがる2時間の番組を編成するのは1989年9月の『火曜ビッグシアター』（1989年10月に『水曜ロードショー』へ移行）が終了して以来、19年ぶりであった。このため、毎日20:54から放送されていた『JNNフラッシュニュース』は、火曜日のみ21:48からの開始へと移行していた。
新聞のテレビ欄では「キミハ・ブレイク」と略されることもある（ロゴでは、「・」の部分は「♥」（ハート）になっており、「バラエティーニュース」も「VARIETY NEWS SHOW」と表記されている）。
2009年4月14日から、放送時間が1分前倒し・拡大して、19:55からに変更した。またこれと同時に、これまでなかったジャンクションとステーションブレイクが設けられた。

## 放送時間の変遷
- 開始 - 2009年3月17日 19:56 - 21:48（112分）
- 2009年4月14日 - 9月15日 19:55 - 21:48（113分）

## 番組内容
公式ホームページやテレビ雑誌などでの番組紹介では、「視聴者のニーズに合わせた一番見たい旬なネタを、柔軟な発想力と制作力でいち早くお届けする番組」とあり、下記の企画ではバラエティが中心になっているが、ドラマやドキュメンタリー、アニメなどもこの番組内で放送していくとしている。
原則として番組の冒頭と終了前に、出演者3人が生放送の形式で内容紹介・エンディングを行うようになっていて、ナビゲーター的存在となっている（番組途中に登場の日もたまにある）。第3回のオープニングでは、前回の視聴率が振るわなかったことを自虐的に言及していた。第4回の放送では、スタジオで事前収録された爆笑問題司会のトークバラエティとは別に、収録されたトークにも出演していた泰葉が生出演し、現在の心境（放送の前年に春風亭小朝と離婚し、芸能界に復帰していた）を語るとともに、自作の歌も披露した。
なお、2008年9月まで放送されていた『水曜スペシャル』とは異なり、2時間同一企画を放送する場合もあれば、1時間企画を2本放送する場合もある。
2008年11月11日は当初の予定を変更し、11月7日に亡くなった筑紫哲也の追悼特番を放送するため中止。放送予定であった「東京上から目線」は12月2日放送に繰り下げて放映された。
2008年12月16日の本番終了後、テリー伊藤が収録現場だった赤坂サカスの仮設スケートリンクでスケートを行い転倒。腰椎を骨折し全治2か月と診断される。それ以後、同リンクにおける芸能人のスケートは禁止された。
2009年1月13日からは、本番組の1コーナーとしてアニメ『夢をかなえるゾウ』がスタートした。放送は不定期で通常のアニメ番組のように毎週放送されるわけではなかったが、本作品の声優であるSMAPの草彅剛の不祥事があったこともあり、同年3月3日の放送で一時的に打ち切られたが、その後、草彅本人の活動再開に伴い同年6月2日から再開された。
2009年3月10日には、『Goro's Barドラマスペシャル』として、初めてドラマが放送され、オープニングには主演の稲垣吾郎も生出演し見どころを語った。
2009年7月28日は、8月1日から放送のTVドラマ『こちら葛飾区亀有公園前派出所』の番宣を兼ねたロケ企画があったが、深夜に花火を打ち上げた事で近隣住民から警視庁に110番通報され、番組ディレクターが警視庁亀有署と消防署から注意を受けた。番組内では花火のシーン自体は放送されたが番組の最後に加藤がお詫びのコメントをその経緯と共に述べた。また、この日亡くなった川村カオリへの追悼メッセージも放送された。
なお、2009年度は火曜日にナイター中継ザ・プロ野球やK-1 WORLD MAXがある場合、当時間枠を利用して放送された（これにより横浜ベイスターズ主催試合で18時半開始になる事象があった）。ただし、その場合は『キミハ・ブレイク』としての放送は休止扱いとなった。
本番組は2009年9月15日の『飛び出せ!科学くんスペシャル』をもって終了。これにより『金曜テレビの星!』以来放送を変えながら19年続いたTBSの単発特番枠は消滅となる。ただし、半年後に木曜日に移動し『スパモク!!』として復活し、2012年10月以降は水曜日に移動し『水トク!』になった。

## ナビゲーター
- 鈴木おさむ
- テリー伊藤
- 加藤シルビア（TBSアナウンサー、「フラスンケビッチ」名義で出演）※『はなまるマーケット』を兼務。

## 放送された主な企画
- 黄金スペクタクルロマン篤姫は知っていた!徳川埋蔵金大発掘!決着の時!（2008年10月14日）
- 実力者達だけのネタ（2008年10月21日）
- 100キロ超級ダイエット!体重半分!幸せ倍増! 〜あの日に帰りたい〜（2008年10月28日、進行：さまぁ〜ず）
- 失敗者のタメになる話（2008年11月4日・2008年11月25日、進行：爆笑問題）
- 中居正広の家族会議を開こう!9（2008年11月18日・11月25日、進行：中居正広）

2003年4月に「中居正広の家族会議を開こう!8」が放送されて以来、5年半ぶりに復活した企画。
- 東京上から目線（2008年12月2日、進行：国分太一・ベッキー）

フジテレビでかつて放送していた『JOCX-TV2・空からMAP』のリメイク版。
- THE MONOMANE（2008年12月9日、進行：ウッチャンナンチャン)
- 銀座の母スペシャル（2008年12月16日、2009年3月17日）
- 世界の恐怖映像2009! 本当にコワい絶叫スクープ50連発!!（2009年1月13日、進行：チュートリアル・大地真央）

『夢をかなえるゾウ』第一話
- みんなが好きな名曲物語/銀座の母（2009年1月20日、進行：久本雅美・升田尚宏）

『夢をかなえるゾウ』第一話（再放送）
- 志村けんだよ全員集合!コントとトーク大放出（2009年1月27日、進行：志村けん・中山秀征)
- みんなが好きな名曲物語2（2009年2月3日、進行：久本雅美・升田尚宏）
- 動物プレミア映像50&秘密結社☆マユツバ（2009年2月10日、進行：香取慎吾・キャイ〜ン）

『夢をかなえるゾウ』第二話
- 裏歌舞伎町の目撃者&祝アカデミー賞受賞おくりびと（2009年3月3日）

『夢をかなえるゾウ』第三話
- Goro's Barドラマスペシャル〜世界に一つだけの花サカス!?〜（2009年3月10日、出演：稲垣吾郎、国仲涼子、阿部力ほか）
- これが世界のスーパードクター10!（2009年4月28日）

当初は3月24日（火）21:00 - 22:48に放送予定だったが、「WBC日本優勝緊急特番」が急遽放送されたため、当番組で放送することになった。
- 女性の園 宝塚歌劇95年の歴史 華麗なる真相（2009年5月5日、進行：チュートリアル）
- 職業発見バラエティ 夢のシゴトにつく条件（2009年5月19日、進行：浜田雅功・梶原麻莉子）
- 奇跡の瞬間!超ド級!!インパクト映像100連発 それでも彼らは生きていた（2009年6月2日）

『夢をかなえるゾウ』第四話
- 緊急生捜査!!未解決事件&失踪 超能力透視SP（2009年6月9日）
- 時短生活ガイドショー（2009年6月16日、進行：くりぃむしちゅー・竹内香苗）
- 東北の大家族 4世代11家族（2009年6月23日）

『夢をかなえるゾウ』第五話
- ハプニング名珍場面 日本全国プレミア映像スペシャル（2009年6月30日、進行：堺正章・雨上がり決死隊・加藤シルビア）
- 中居正広のクイズ!ONE/エイト（2009年7月21日、進行：中居正広）
- 香取慎吾と安住アナがこち亀一行と下町巡り（2009年7月28日）

この企画は元々、『ぴったんこカン・カン』で行われたロケ企画の続編で、番組内では『ぴったんこカン・カン』で放送した部分も一部カットした状態で放送した。
- 芸能界恥-1グランプリ（2009年8月4日、進行：今田耕司・千原ジュニア・竹内香苗）
- ナインティナインの超体感クイズ・CARS -カーズ-（2009年8月11日、進行：ナインティナイン）

タツノコプロとのコラボレーションを実現したゲームクイズ番組。マッハ号のパロディとしてタツノコプロ公認によるマッハ99号が登場。
- ドキュメント・炎の240時間マラソン 山本高広が前人未到の大阪～東京600キロ激走（2009年8月25日）

この回の視聴率は番組史上最低の3.7％であった。
- 超人降臨!カミワザ（2009年9月1日、進行：タカアンドトシ・加藤シルビア）
- ネプクリニック開業!（2009年9月8日、進行：ネプチューン）
- 飛び出せ!科学くんスペシャル（2009年9月15日（最終回）、進行：田中直樹、中川翔子）

キミハ・ブレイク最終回。田中が新しいナスカの地上絵を描く企画と、中川がしんかい6500で深海に潜る企画で構成され、元番組ギミア・ぶれいくで放送された深海の巨大オンデンザメの映像がオンエアされた。ナレーションは三石琴乃。

## スタッフ
- 構成：都築浩、鈴木おさむ
- TM：河野志朗、中澤健
- TD：神沢哲也、寺尾昭彦
- VE：佐藤公幸、島貫洋
- カメラ：秋本新一
- 音声：高岡崇靖、藤井忍
- 照明：伊倉邦夫
- 美術プロデューサー：西條貴子
- 美術デザイン：山口智広
- 美術制作：澁谷政史
- ヘアメイク：吉田謙二
- CGタイトル：STUDIO 4℃
- 音響効果：伊藤誠、竹田周二
- TK：鈴木裕恵
- AP：大山小百合
- ディレクター：朝岡慶太郎、藤村卓也
- プロデューサー：帯純也、大木真太郎
- 技術協力：エヌ・エス・ティー、TAMCO、ティエルシー
- 制作協力：ボトム
- 製作著作：TBS